# Cream (chanson de Prince)
Pour les articles homonymes, voir Cream (homonymie).
Singles de Prince & New Power Generation
Gett Off
(1991) Insatiable (en)
(1991)
Cream est une chanson de Prince & New Power Generation extraite de l'album Diamonds and Pearls. La chanson fut publiée le 9 septembre 1991 en single, deuxième de l'album Diamonds and Pearls.
La face-B du single, Horny Pony, est une chanson mêlant rap et pop qui fut retirée de l'album Diamonds and Pearls et remplacée à la dernière minute par le titre Gett Off. Horny Pony fut aussi ré-utilisé pour le single Gett Off en tant que face-B.
Le single se classa à la première position au Billboard Hot 100 le 9 novembre 1991 et y resta classée durant 18 semaines. En France, le single atteignit la 5e position le 26 octobre 1991.

## Liste des titres
| 1. | Cream (Album Version)                  | 4:45 |
| 2. | Cream (N.P.G. Mix)                     | 5:44 |
| 3. | Things Have Gotta Change (Tony M. Rap) | 3:57 |
| 4. | The Wire (Creamy Instrumental)         | 3:14 |
| 5. | Get Some Solo                          | 1:31 |
| 6. | Do Your Dance (KC's Remix)             | 5:59 |
| 7. | Housebangers                           | 4:23 |
| 8. | Q In Doubt (Instrumental)              | 4:00 |
| 9. | Ethereal Mix                           | 4:43 |

| A. | Cream      | 4:12 |
| B. | Horny Pony | 4:17 |

| A.  | Cream         | 4:12 |
| B1. | Horny Pony    | 4:17 |
| B2. | Gangster Glam | 5:06 |

## Charts
| Classement                       | Meilleure position |
| -------------------------------- | ------------------ |
| Allemagne (Media Control Charts) | 21                 |
| Australie (ARIA)                 | 2                  |
| Autriche (Ö3 Austria Top 40)     | 4                  |
| États-Unis (Billboard Hot 100)   | 1                  |
| France (SNEP)                    | 5                  |
| Norvège (VG-lista)               | 3                  |
| Nouvelle-Zélande (RMNZ)          | 5                  |
| Pays-Bas (Nederlandse Top 40)    | 7                  |
| Royaume-Uni (UK Singles Chart)   | 15                 |
| Suède (Sverigetopplistan)        | 6                  |
| Suisse (Schweizer Hitparade)     | 3                  |